# Deparia kiusiana
Deparia kiusiana är en majbräkenväxtart som först beskrevs av Gen'ichi Koidzumi, och fick sitt nu gällande namn av Masahiro Kato. Deparia kiusiana ingår i släktet Deparia och familjen Athyriaceae. Inga underarter finns listade.